# Gábor Balogh
Gábor Balogh (n. 5 august 1976, Budapesta, Republica Populară Ungară) este un sportiv ce a reprezentat Ungaria, medaliat olimpic. A participat la 3 ediții ale Jocurilor Olimpice (2000, 2004, 2008) în care a câștigat 1 medalie de argint.